# Никандр (Вольянников)
Епископ Никандр (в миру Николай Федотович Вольянников; 9 (22) марта 1909, Тифлис — 8 июня 1957, Ялта) — епископ Русской православной церкви, епископ Омский и Тюменский.

## Биография
Родился в 1909 году в Тифлисе в семье церковного сторожа. В детстве был усыновлён протоиереем Сергием Городцовым. Жил с приёмной семьёй в Тифлисе, которое Городцовы покинули в 1918 году.
В 1927—1931 годах учился на юридическом факультете Иркутского государственного университета.
После окончания института до 1936 года работал экономистом в Иркутске.
В октябре 1941 года эвакуирован в Свердловск. В конце 1943 — начале 1944 года переезжает в Новосибирск.
В январе 1944 года архиепископом Новосибирским Варфоломеем (Городцевым) рукоположен во иерея, а через месяц пострижен в монашество. В марте 1944 г. успешно ездил в Москву хлопотать об открытии в Новосибирске Вознесенской Туруханской церкви: служба в ней возобновилась уже в апреле.
До 1949 года состоял секретарём у архиепископа Варфоломея и благочинным Новосибирской епархии.
Участвовал в работе Поместного собора Русской православной церкви в 1945 году.
В 1945 году возведён в сан архимандрита.
27 февраля 1949 года в Новосибирске хиротонисан во епископа Бийского, викария Новосибирской епархии. Хиротонию совершали: архиепископ Новосибирский Варфоломей (Городцев), архиепископ Омский Палладий (Шерстенников) и епископ Семипалатинский Варсонофий (Гриневич). В речи при вручении жезла архиепископ Варфоломей отметил «особенно его труды и заботы о построении нового (второго) придела Вознесенского кафедрального храма». (Придел во имя преп. Серафима Саровского освящён 28 декабря 1947 года).
В обязанности Бийского епископа входила помощь в управлении обширнейшей Новосибирской епархией, охватывавшей в то время территорию 5 краёв и областей.
31 июля 1952 года назначен епископом Омским и Тюменским.
Летом 1955 года вследствие тяжёлой прогрессирующей болезни, выехал в отпуск на курортное лечение.
1 сентября 1955 года определением Священного синода был освобождён от управления Омской епархией с предоставлением бессрочного отпуска до выздоровления. Управляющим епархией было благословлено быть епископу Венедикту (Пляскину).
Скончался 8 июня 1957 года в Ялте, находясь на лечении. Похоронен там же.

## Публикации
- Из Красноярской епархии // Журнал Московской Патриархии. 1947. — № 9. — С. 61.
- Церковное торжество в Сибири // Журнал Московской Патриархии. 1946. — № 9. — С. 83-84.
- Церковный праздник в Сибири // Журнал Московской Патриархии. 1948. — № 4. — С. 54-55.